# Guilherme A.M. Lopes
Guilherme A.M. Lopes är en brasiliansk entomolog och iktyolog.
Auktorsnamnet Lopes kan användas för Guilherme A.M. Lopes i samband med ett vetenskapligt namn inom zoologin; se Wikipedia-artiklar som länkar till auktorsnamnet.
|  | Wikispecies har information om Guilherme A.M. Lopes. |